# Lijst van schepen van de United States Navy (Y)
Deze lijst geeft een overzicht van schepen die ooit in dienst zijn geweest bij de United States Navy waarvan de naam begint met een Y.

## Y
- USS Yacal (YFB-688)
- USS Yacona (SP-617, AOG-45)
- USS Yahara (AOG-37)
- USS Yakutat (AVP-32)
- USS Yale (1889, 1906)
- USS Yamacraw (ARC-5)
- USS Yanaba (YTB-547)
- USS Yancey (AKA-93)
- USS Yanegua (YTB-397)
- USS Yank (SP-908)
- USS Yankee (1861, 1892)
- USS Yankton (1898)
- USS Yano (AKR-297)
- USS Yantic (1864)
- USS Yapashi (YTB-531)
- USS Yaquima (YT-171)
- USS Yarborough (DD-314)
- USS Yarnall (DD-143, DD-541)
- USS Yarrow (SP-1010)
- USS Yatanocas (YTB-544)
- USS Yaupon (ATA-218)
- USS Yavapai (LST-676)
- USS Yazoo (1865, AN-92)
- USS Yeaton (WPC-156)
- USS Yellowstone (1917, AD-27, AD-41)
- USS Yew (YN-37)
- USS Yo Ho (SP-463)
- USS Yokes (APD-69)
- USS Yolo (LST-677)
- USS Yonaguska (YT-195)
- USS York (CL-1)
- USS York County (LST-1175)
- USS Yorktown (1839, 1889, CV-5, CV-10, CG-48)
- USS Yosemite (1892, 1894, CM-2, AD-19)
- USS Young (DD-312, DD-580)
- USS Young America (1861)
- USS Young Rover (1861)
- USS Youngstown (CL-94)
- USS Yourasovski (1899)
- USS Yucca (1864, AT-32, IX-214)
- USS Yukon (AF-9, AOT-152, T-AO-202)
- USS Yuma (1865, YT-37, AT-94, YTM-748)
- USS Yurok (ASR-19)
- USS Yustaga (ASR-20)

A · B · C · D · E · F · G · H · I · J · K · L · M · N · O · P · Q · R · S · T · U · V · W · X · Y · Z